# Leaena minuta
Leaena minuta är en ringmaskart som beskrevs av Hartman 1954. Leaena minuta ingår i släktet Leaena och familjen Terebellidae. Inga underarter finns listade i Catalogue of Life.